# Дискографија Аријане Гранде
Дискографија Аријане Гранде, америчке певачице, комплетан је списак њених издатих синглова, албума и видеа којих је издало више издавачких кућа. У својој досадашњој каријери издала је пет студијских албума, један компилацијски албум, један ремикс албум, четири ЕПа, тридесет-девет синглова (од тога двадесет-осам синглова као главни извођач и једанаест као гостујући извођач), шест промоционих синглова и тридесет-два музичких видео-спотова. Након певања за Рипаблик рекордс, она је објавила свој дебитантски сингл Put Your Hearts Up у децембру 2011. године, али са њиме није успела да дебитује на ни једној званичној топ-листи.
Гранде је свој дебитански наступ на некој топ-листи забележила у априлу 2013. године са синглом The Way, са којом је заузела позицију број девет у Сједињеним Америчким Државама на топ-листи Билборд хот 100. Њен дебитантски студијски албум Yours Truly се пласирао у топ десет на топ-листама у више држава а дебитовао је на месту број један у Сједињеним Државама на топ-листи на Билборд 200, за којег је такође добила платинумски сертификат од стране Америчког удружења дискографских кућа. Албум је изнедрио два сингла која су се позиционирала на месту број шест у Јапану, Baby I и Right There. Децембра 2013. године, Гранде је објавила свој први ЕП Christmas Kisses који је садржао четири песме на тему Божића. ЕП је екслузивно реиздат у Јапану, децембра 2014. године, са једном бонус песмом која носи "божићни" наслов Santa Tell Me.
Гранде је свој други студијски албум под насловом My Everything објавила у августу 2014. године. То издање је постало њен други узастопни број један на америчкој топ-листи Билборд 200. Главни сингл са албума Problem постао је интернационални хит у десет држава на којим је био на позицији број један, укључујући број два у Сједињеним Државама и број један у Уједињеном Краљевству. Наредна два сингла, Break Free и Bang Bang, су такође забележила интернационални успех, оба сингла су била у топ пет на топ-листама у Сједињеним Државама, учинивши је другим главним женским извођачем која је три пута узастопно била у топ десет синглова на топ-листи Билборд хот 100. Касније је такође била на месту број један у Уједињеном Краљевству. Четврти и пети објављени сингл са албума, Love Me Harder и One Last Time, су били на позицијама број седам односно број тринаест у Сједињеним Државама, учинивши је јединим женским извођачем која је четврти пут за редом ушла у топ-десет на топ-листи Билборд хот 100, током 2014. године. Сви синглови који су се нашли на студијском албуму My Everything су били сертификовани платинумским издањем од стране RIAA-е док је сам албум сертификован двоструким платинумским издањем. Јуна 2015. године, Гранде је ексклузивно у Јапану објавила свој први ремикс албум, под насловом The Remix који је био садржан од песама са њеног првог и другог студијског албума.
Певачицин трећи студијски албум под насловом Dangerous Woman је био објављен у мају 2016. године. Издање се позиционирало на месту број два у Сједињеним Државама док се у Уједињеном Краљевством и још дванаест других држава позиционирало на месту број један . Њен епонимски главни сингл са албума дебитовао је на месту број десет а касније достигао позицију број осам на топ-листи Билборд хот 100, учинивши је првим и јединим извођачем у историји који је дебитовао у топ десет са главним синглом као и сваки од њених претходних три студијских албума. Наредна два сингла, Into You и Side to Side, су такође забележила комерцијални успех, оба сингла су ушла у топ двадесет на топ-листама и у Сједињеним Државама и у Уједињеном Краљевству. У фебруару 2017. године, Аријана Гранде и њен колега певач Џон Леџенд су урадили кавер Beauty and the Beast за филмску адаптацију под истим именом. Њихова верзија се позиционирала на месту број десет у Јапану, и била је сертификована златним издањем од стране Јапанског удружења дискографских кућа. No Tears Left to Cry, главни сингл са њеног четвртог студијског албума Sweetener, се позиционирао на месту број један у Аустралији и Норвешкој. Новембра 2018. године, је објавила наслов њеног петог студијског албума који је у припреми, она је такође исте године објавила наслов другог пројекта, Thank U, Next, који би требало да буде објављен касније, крајем зиме. Главни истоимени сингл је објављен касније те недеље праћен потврдом да је дебитовао на месту број један у Сједињеним Државама (поставши тако њен први број један сингл, и у Уједињеном Краљевству) као њен први солистички број један сингл након колаборацијског Bang Bang из 2014. године.

## Албуми

### Студијски албуми
| Наслов | Детаљи студијског албума | Позиције на топ-листама | Позиције на топ-листама | Позиције на топ-листама | Позиције на топ-листама | Позиције на топ-листама | Позиције на топ-листама | Позиције на топ-листама | Позиције на топ-листама | Позиције на топ-листама | Позиције на топ-листама | Позиције на топ-листама | Број продатих примерака                                  | Сертификати |
| Наслов | Детаљи студијског албума | САД                     | АУС                     | КАН                     | НЕМ                     | ИРС                     | ИТА                     | ХОЛ                     | НОР                     | НЗЛ                     | ШВЕ                     | УК                      | Број продатих примерака                                  | Сертификати |
| --- | --- | ----------------------- | ----------------------- | ----------------------- | ----------------------- | ----------------------- | ----------------------- | ----------------------- | ----------------------- | ----------------------- | ----------------------- | ----------------------- | -------------------------------------------------------- | --- |
| Yours Truly                                                                                                  | - Датум објављивања: 30. август 2013. година (УК) - Издавачка кућа: Рипаблик - Формат(и): CD, дигитални даунлоуд             | 1                       | 6                       | 2                       | —                       | 6                       | —                       | 5                       | 33                      | 11                      | —                       | 7                       | - САД: 596.000 - ЈАП: 125.000                            | - RIAA: платинасти - BPI: сребрни                                                                                               |
| My Everything                                                                                                | - Датум објављивања: 22. август 2014. година(УК) - Издавачка кућа: Рипаблик - Фирмат(и): LP, CD, дигитални даунлоуд          | 1                       | 1                       | 1                       | 5                       | 2                       | 4                       | 3                       | 1                       | 3                       | 2                       | 3                       | - САД: 735.000 - ЈАП: 181.000 - УК: 219.564              | - RIAA: 2× платинасти - ARIA: златни - BPI: платинасти - FIMI: платинасти - GLF: платинасти - IFPI ДАН: златни - MC: платинасти |
| Dangerous Woman                                                                                              | - Датум објављивања: 20. мај 2016. година (ШС) - Издавачка кућа: Рипаблик - Формат(и): LP, CD, дигитални даунлоуд            | 2                       | 1                       | 2                       | 6                       | 1                       | 1                       | 1                       | 1                       | 1                       | 4                       | 1                       | - ШС: 900.000 - САД: 399.000 - КАН: 36.462 - УК: 136.812 | - RIAA: платинасти - BPI: златни - FIMI: златни - GLF: златни - IFPI ДАН: платинасти                                            |
| Sweetener | - Датум објављивања: 17. август 2018. година (ШС) - Издавачка кућа: Рипаблик - Формат(и): LP, CD, дигитални даунлоуд, касета | 1                       | 1                       | 1                       | 3                       | 1                       | 1                       | 1                       | 1                       | 1                       | 1                       | 1                       | - САД: 166.552 - ЈАП: 28.029                             | - BPI: златни - GLF: златни - RMNZ: златни                                                                                      |
| Thank U, Next                                                                                                | - Датум објављивања: 8. фебруар 2019. - Издавачка кућа: Рипаблик - Формат(и): LP, CD, дигитални даунлоуд, касета             | 1                       | 1                       | 1                       | 3                       | 1                       | 2                       | 2                       | 1                       | 1                       | 1                       | 1                       |                                                          | |
| Positions | - Датум објављивања: 30. октобар 2020. - Издавачка кућа: Рипаблик - Формат(и): LP, CD, дигитални даунлоуд, касета            | 1                       | 2                       | 1                       | 7                       | 1                       | 8                       | 2                       | 1                       | 1                       | 3                       | 1                       |                                                          | |
| "—" озачава издање које или није дебитовало на тој топ-листи или није дебитовало у/на тој држави/територији. | |                         |                         |                         |                         |                         |                         |                         |                         |                         |                         |                         |                                                          | |

### Компилацијски албуми
| Наслов   | Детаљи компилацијских албума | Позиција на топ-листи | Број продатих примерака |
| Наслов   | Детаљи компилацијских албума | ЈАП                   | Број продатих примерака |
| -------- | --- | --------------------- | ----------------------- |
| The Best | - Датум објављивања: 27. септембар 2017. година (само Јапан) - Издавачка кућа: Јуниверзал мјузик - Format: Блу-реј, CD, дигитални даунлоуд | 2                     | - ЈАП: 58.257           |

### Ремикс албуми
| Наслов    | Детаљи ремикс албума | Позиција на топ-листи | Број продатих примерака |
| Наслов    | Детаљи ремикс албума | ЈАП                   | Број продатих примерака |
| --------- | --- | --------------------- | ----------------------- |
| The Remix | - Датум објављивања: 25. мај 2015. година (само Јапан) - Издавачка кућа: Јуниверзал мјузик - Формат(и): CD, дигитални даунлоуд | 32                    | - ЈАП: 1.542            |

## ЕПови
| Наслов | Детаљи ЕПа | Позиције на топ-листама | Позиције на топ-листама | Позиције на топ-листама | Позиције на топ-листама | Позиције на топ-листама | Позиције на топ-листама | Број продатих примерака |
| Наслов | Детаљи ЕПа | САД                     | САД Холидеј             | АУС                     | КАН                     | ЈАП                     | ШВЕ                     | Број продатих примерака |
| --- | --- | ----------------------- | ----------------------- | ----------------------- | ----------------------- | ----------------------- | ----------------------- | ----------------------- |
| Christmas Kisses                                                                                             | - Датум објављивања: 13. децембар 2013. година (УК) - Издавачка кућа: Рипаблик - Формат(и): дигитални даунлоуд               | —                       | —                       | —                       | —                       | —                       | —                       | - САД: 16.000           |
| Christmas Kisses (реиздање само за јапанско тржиште)                                                         | - Датум објављивања: 3. децембар 2014. година (ЈАП) - Издавачка кућа: Јуниверзал мјузик - Формат(и): CD, дигитални даунлоуд  | —                       | —                       | —                       | —                       | 25                      | —                       |                         |
| Christmas & Chill                                                                                            | - Датум објављивања: 18. децембар 2015. година (НЗЛ) - Издавачка кућа: Рипаблик - Формат(и): дигитални даунлоуд              | 34                      | 3                       | 49                      | 43                      | —                       | 30                      | - САД: 44.000           |
| Christmas & Chill (реиздање само за јапанско тржиште)                                                        | - Датум објављивања: 18. новембар 2016. година (ЈАП) - Издавачка кућа: Јуниверзал мјузик - Формат(и): CD, дигитални даунлоуд | —                       | —                       | —                       | —                       | 47                      | —                       | - ЈАП: 1.608            |
| "—" озачава издање које или није дебитовало на тој топ-листи или није дебитовало у/на тој држави/територији. | |                         |                         |                         |                         |                         |                         |                         |

## Синглови

### Као главни извођач
| Наслов сингла                                                                                                | Година издања | Позиције на топ-листама | Позиције на топ-листама | Позиције на топ-листама | Позиције на топ-листама | Позиције на топ-листама | Позиције на топ-листама | Позиције на топ-листама | Позиције на топ-листама | Позиције на топ-листама | Позиције на топ-листама | Позиције на топ-листама | Сертификати | Албум                        |
| Наслов сингла                                                                                                | Година издања | САД                     | АУС                     | КАН                     | НЕМ                     | ДАН                     | ИТА                     | ЈАП                     | НОР                     | НЗЛ                     | ШВЕ                     | УК                      | Сертификати | Албум                        |
| --- | ------------- | ----------------------- | ----------------------- | ----------------------- | ----------------------- | ----------------------- | ----------------------- | ----------------------- | ----------------------- | ----------------------- | ----------------------- | ----------------------- | --- | ---------------------------- |
| "Put Your Hearts Up"                                                                                         | 2011          | —                       | —                       | —                       | —                       | —                       | —                       | —                       | —                       | —                       | —                       | —                       | - RIAA: златни | Није сингл са албума         |
| "The Way" (у дуету са Маком Милером)                                                                         | 2013          | 9                       | 37                      | 33                      | —                       | —                       | —                       | 66                      | —                       | 31                      | —                       | 41                      | - RIAA: 3× платинасти - ARIA: златни - BPI: сребрни | Yours Truly                  |
| "Baby I" | 2013          | 21                      | 67                      | 57                      | —                       | —                       | —                       | 6                       | —                       | —                       | —                       | 145                     | - RIAA: платинасти - RIAJ: златни | Yours Truly                  |
| "Right There" (дует са Биг Шоном)                                                                            | 2013          | 84                      | 51                      | —                       | —                       | —                       | —                       | —                       | —                       | —                       | —                       | 113                     | - RIAA: златни | Yours Truly                  |
| "Last Christmas"                                                                                             | 2013          | 96                      | —                       | —                       | —                       | —                       | —                       | 73                      | —                       | —                       | —                       | 92                      | | Christmas Kisses             |
| "Love Is Everything"                                                                                         | 2013          | —                       | —                       | —                       | —                       | —                       | —                       | —                       | —                       | —                       | —                       | 132                     | | Christmas Kisses             |
| "Snow in California"                                                                                         | 2013          | —                       | —                       | —                       | —                       | —                       | —                       | —                       | —                       | —                       | —                       | 151                     | | Christmas Kisses             |
| "Santa Baby" (у дуету са Лизом Жилије)                                                                       | 2013          | —                       | —                       | —                       | —                       | —                       | —                       | —                       | —                       | —                       | —                       | 155                     | | Christmas Kisses             |
| "Problem" (у дуету са Иги Азалијом)                                                                          | 2014          | 2                       | 2                       | 3                       | 19                      | 5                       | 12                      | 16                      | 6                       | 1                       | 5                       | 1                       | - RIAA: 6× платинасти - ARIA: 3× платинасти - BPI: платинасти - BVMI: платинасти - FIMI: 2× платинасти - GLF: 3× платинасти - IFPI ДАН: 2× платинасти - IFPI НОР: 3× платинумски - MC: 3× платинасти - RIAJ: платинасти - RMNZ: платинасти | My Everything                |
| "Break Free" (у дуету са Зедом)                                                                              | 2014          | 4                       | 3                       | 5                       | 12                      | 19                      | 16                      | 19                      | 4                       | 5                       | 6                       | 16                      | - RIAA: 3× платинасти - ARIA: 2× платинасти - BPI: платинасти - BVMI: златни - FIMI: 2× платинасти - GLF: 4× платинасти - IFPI ДАН: платинасти - IFPI НОР: 3× платинасти - MC: 2× платинасти - RIAJ: платинасти - RMNZ: златни             | My Everything                |
| "Bang Bang" (са Џеси Џеј и Ники Минаж)                                                                       | 2014          | 3                       | 4                       | 3                       | 13                      | 10                      | 24                      | 40                      | 15                      | 4                       | 15                      | 1                       | - RIAA: 6× платинасти - ARIA: 3× платинасти - BPI: 2× платинасти - BVMI: златни - FIMI: 2× платинасти - GLF: 2× платинасти - IFPI ДАН: платинасти - IFPI НОР: 2× платинасти - MC: 3× платинасти - RIAJ: златни - RMNZ: 2× платинасти       | My Everything и Sweet Talker |
| "Love Me Harder" (са The Weeknd-ом)                                                                          | 2014          | 7                       | 19                      | 10                      | 35                      | 18                      | 17                      | —                       | 22                      | 28                      | 26                      | 48                      | - RIAA: 3× платинасти - ARIA: платинасти - BPI: сребрни - FIMI: платинасти - GLF: платинасти - IFPI ДАН: платинасти - IFPI НОР: платинасти - MC: платинасти                                                                                | My Everything                |
| "Brand New You"                                                                                              | 2014          | —                       | —                       | —                       | —                       | —                       | —                       | —                       | —                       | —                       | —                       | —                       | | 13 – мјузикл                 |
| "Santa Tell Me"                                                                                              | 2014          | 42                      | 80                      | 27                      | 14                      | 12                      | 64                      | 29                      | 36                      | —                       | 23                      | 28                      | - BPI: сребрни - IFPI ДАН: златни | Christmas Kisses             |
| "One Last Time"                                                                                              | 2015          | 13                      | 15                      | 12                      | 60                      | 19                      | 6                       | 66                      | 22                      | 22                      | 22                      | 2                       | - RIAA: платинасти - ARIA: платинасти - BPI: 2× платинасти - FIMI: 3× платинасти - GLF: 2× платинасти - IFPI ДАН: платинасти - IFPI НОР: златни                                                                                            | My Everything                |
| "E Più Ti Penso" (са Андреом Бочелијем)                                                                      | 2015          | —                       | —                       | —                       | —                       | —                       | —                       | —                       | —                       | —                       | —                       | —                       | | Cinema                       |
| "Focus" | 2015          | 7                       | 10                      | 8                       | 18                      | 30                      | 8                       | 19                      | 20                      | 16                      | 14                      | 10                      | - RIAA: платинасти - ARIA: платинасти - BPI: сребрни - FIMI: платинасти - GLF: платинасти - MC: златни | Dangerous Woman              |
| "Dangerous Woman"                                                                                            | 2016          | 8                       | 18                      | 10                      | 30                      | 31                      | 19                      | 73                      | 27                      | 16                      | 30                      | 17                      | - RIAA: 3× платинасти - ARIA: платинасти - BPI: платинасти - FIMI: платинасти - GLF: платинасти - IFPI ДАН: златни - MC: златни - RMNZ: платинасти                                                                                         | Dangerous Woman              |
| "Into You"                                                                                                   | 2016          | 13                      | 11                      | 13                      | 49                      | 30                      | 29                      | 25                      | 25                      | 9                       | 31                      | 14                      | - RIAA: 3× платинасти - ARIA: 2× платинасти - BPI: платинасти - BVMI: златни - FIMI: 2× платинасти - GLF: 2× платинасти - IFPI ДАН: златни - MC: платинасти - RMNZ: златни                                                                 | Dangerous Woman              |
| "Side to Side" (у дуету са Ники Минаж)                                                                       | 2016          | 4                       | 3                       | 4                       | 24                      | 13                      | 28                      | 74                      | 8                       | 2                       | 13                      | 4                       | - RIAA: 4× платинасти - ARIA: 3× платинасти - BPI: платинасти - BVMI: златни - FIMI: 2× платинасти - GLF: платинасту - IFPI ДАН: платинумски - RMNZ: платинумски                                                                           | Dangerous Woman              |
| "Jason's Song (Gave It Away)"                                                                                | 2016          | —                       | —                       | —                       | —                       | —                       | —                       | —                       | —                       | —                       | —                       | —                       | | Dangerous Woman              |
| "Everyday" (у дуету са Future-ом)                                                                            | 2017          | 55                      | 96                      | 54                      | —                       | —                       | —                       | —                       | —                       | —                       | —                       | 123                     | - RIAA: платинасти - BPI: сребрни | Dangerous Woman              |
| "Beauty and the Beast" (са Џоном Леџендом)                                                                   | 2017          | 87                      | 64                      | 70                      | —                       | —                       | —                       | 10                      | —                       | —                       | —                       | 52                      | - RIAA: златни - RIAJ: златни | Лепотица и звер (саундтрек)  |
| "Somewhere Over the Rainbow"                                                                                 | 2017          | —                       | —                       | —                       | —                       | —                       | —                       | —                       | —                       | —                       | —                       | 60                      | | Није сингл са албума         |
| "No Tears Left to Cry"                                                                                       | 2018          | 3                       | 1                       | 2                       | 2                       | 6                       | 6                       | 12                      | 1                       | 4                       | 10                      | 2                       | - RIAA: платинасти - ARIA: 2× платинасти - BPI: платинасти - BVMI: златни - FIMI: платинастиref name="FIMI"/> - GLF: платинасти - IFPI ДАН: златни - MC: 3× платинасти - RMNZ: платинасти                                                  | Sweetener                    |
| "God Is a Woman"                                                                                             | 2018          | 8                       | 5                       | 5                       | 20                      | 17                      | 27                      | 73                      | 13                      | 5                       | 12                      | 4                       | - ARIA: платинасти - BPI: златни - MC: платинасти - RMNZ: златни | Sweetener                    |
| "Breathin"                                                                                                   | 2018          | 18                      | 8                       | 15                      | 35                      | 22                      | 33                      | —                       | 18                      | 11                      | 13                      | 8                       | - BPI: сребрни | Sweetener                    |
| "Thank U, Next"                                                                                              | 2018          | 1                       | 1                       | 1                       | 13                      | 3                       | 24                      | 24                      | 3                       | 1                       | 3                       | 1                       | - RIAA: Платинасти - ARIA: 2× Платинасти - BPI: Платинасти - FIMI: Златни - IFPI DEN: Златни - MC: 2× Платинасти - RMNZ: Платинасти | Thank U, Next                |
| "7 Rings" | 2019          | 1                       | 1                       | 1                       | 4                       | 3                       | 5                       | 21                      | 1                       | 1                       | 1                       | 1                       | | Thank U, Next                |
| "Break Up With Your Girlfriend, I'm Bored"                                                                   | 2019          | 2                       | 2                       | 2                       | 8                       | 5                       | 35                      | —                       | 4                       | 2                       | 6                       | 1                       | | Thank U, Next                |
| "Positions"                                                                                                  | 2020          | 1                       | 1                       | 1                       | 9                       | 8                       | 18                      | 39                      | 7                       | 1                       | 10                      | 1                       | | Positions                    |
| "34+35" | 2020          | 8                       | 9                       | 8                       | 59                      | 39                      | —                       | —                       | 26                      | 13                      | 34                      | 9                       | | Positions                    |
| "—" озачава издање које или није дебитовало на тој топ-листи или није дебитовало у/на тој држави/територији. |               |                         |                         |                         |                         |                         |                         |                         |                         |                         |                         |                         | |                              |

### Као гостујући извођач
| Наслов сингла                                                                                                | Година издања | Позиције на топ-листама | Позиције на топ-листама | Позиције на топ-листама | Позиције на топ-листама | Позиције на топ-листама | Позиције на топ-листама | Позиције на топ-листама | Позиције на топ-листама | Позиције на топ-листама | Позиције на топ-листама | Сертификати                                                    | Албум                            |
| Наслов сингла                                                                                                | Година издања | САД                     | АУС                     | КАН                     | ФРА                     | ИТА                     | ЈАП                     | ХОЛ                     | НЗЛ                     | ШВЕ                     | УК                      | Сертификати                                                    | Албум                            |
| --- | ------------- | ----------------------- | ----------------------- | ----------------------- | ----------------------- | ----------------------- | ----------------------- | ----------------------- | ----------------------- | ----------------------- | ----------------------- | -------------------------------------------------------------- | -------------------------------- |
| "Popular Song" (Мика у дуету са Аријаном Гранде)                                                             | 2013          | 87                      | 71                      | —                       | —                       | —                       | —                       | 92                      | —                       | —                       | 183                     | - RIAA: златни                                                 | The Origin of Love и Yours Truly |
| "Adore" (Кешмер Кет у дуету са Аријаном Гранде)                                                              | 2015          | 93                      | —                       | —                       | —                       | —                       | —                       | —                       | —                       | —                       | —                       |                                                                | Није сингл са албума             |
| "Boys Like You" (Who Is Fancy у дуету са Меган Трејнор и Аријаном Гранде)                                    | 2015          | —                       | —                       | —                       | —                       | —                       | —                       | 89                      | 26                      | —                       | —                       | - RMNZ: златни                                                 | Није сингл са албума             |
| "Over and Over Again" (Нејтан Сикес у дуету са Аријаном Гранде)                                              | 2016          | —                       | —                       | —                       | —                       | —                       | —                       | —                       | —                       | —                       | —                       |                                                                | Unfinished Business              |
| "This Is Not a Feminist Song" (SNL cast у дуету са Аријаном Гранде)                                          | 2016          | —                       | —                       | —                       | —                       | —                       | —                       | —                       | —                       | —                       | —                       |                                                                | Није сингл са албума             |
| "My Favorite Part" (Мак Милер у дуету са Аријаном Гранде)                                                    | 2016          | —                       | —                       | —                       | —                       | —                       | —                       | —                       | —                       | —                       | —                       |                                                                | The Divine Feminine              |
| "Faith" (Стиви Вондер у дуету са Аријаном Гранде)                                                            | 2016          | —                       | —                       | —                       | 102                     | 51                      | 48                      | —                       | —                       | —                       | —                       | - FIMI: златни                                                 | Sing                             |
| "Heatstroke" (Келвин Харис у дуету са Јанг Тугом, Фарелом Вилијамсом и Аријаном Гранде)                      | 2017          | 96                      | 23                      | 53                      | 23                      | 71                      | 71                      | —                       | —                       | 64                      | 25                      | - ARIA: златни - BPI: сребрни                                  | Funk Wav Bounces Vol. 1          |
| "Quit" (Кешмер Кет у дуету са Аријаном Гранде)                                                               | 2017          | —                       | 56                      | 100                     | —                       | —                       | —                       | 81                      | —                       | —                       | —                       |                                                                | 9                                |
| "Dance to This" (Трој Сиван у дуету са Аријаном Гранде)                                                      | 2018          | —                       | 39                      | 85                      | 98                      | —                       | —                       | —                       | —                       | 98                      | 64                      | - ARIA: златни                                                 | Bloom                            |
| "Bed" (Ники Минаж у дуету са Аријаном Гранде)                                                                | 2018          | 42                      | 17                      | 30                      | 60                      | 91                      | —                       | 64                      | 25                      | 44                      | 20                      | - RIAA: златни - ARIA: златни - BPI: сребрни - MC: платинумски | Queen                            |
| "—" озачава издање које или није дебитовало на тој топ-листи или није дебитовало у/на тој држави/територији. |               |                         |                         |                         |                         |                         |                         |                         |                         |                         |                         |                                                                |                                  |

### Промоциони синглови
| Наслов сингла                                                                                                | Година издања | Позиције на топ-листама | Позиције на топ-листама | Позиције на топ-листама | Позиције на топ-листама | Позиције на топ-листама | Позиције на топ-листама | Позиције на топ-листама | Позиције на топ-листама | Позиције на топ-листама | Позиције на топ-листама | Сертификати    | Албум                                               |
| Наслов сингла                                                                                                | Година издања | САД                     | АУС                     | КАН                     | ДАН                     | ФРА                     | ИТА                     | ЈАП                     | ХОЛ                     | НЗЛ                     | УК                      | Сертификати    | Албум                                               |
| --- | ------------- | ----------------------- | ----------------------- | ----------------------- | ----------------------- | ----------------------- | ----------------------- | ----------------------- | ----------------------- | ----------------------- | ----------------------- | -------------- | --------------------------------------------------- |
| "Almost Is Never Enough" (са Нејтаном Сикесом)                                                               | 2013          | 82                      | —                       | —                       | —                       | —                       | —                       | —                       | —                       | —                       | 49                      |                | The Mortal Instruments: City of Bones и Yours Truly |
| "Best Mistake" (у дуету са Биг Шоном)                                                                        | 2014          | 49                      | 45                      | 39                      | 29                      | 103                     | 99                      | 74                      | 67                      | 29                      | 154                     |                | My Everything                                       |
| "Be Alright"                                                                                                 | 2016          | 43                      | 52                      | 39                      | —                       | 75                      | 90                      | 67                      | 89                      | —                       | 65                      | - BPI: сребрни | Dangerous Woman                                     |
| "Let Me Love You" (у дуету са Лил Вејном)                                                                    | 2016          | 99                      | 88                      | 73                      | —                       | 164                     | —                       | —                       | —                       | —                       | 180                     |                | Dangerous Woman                                     |
| "Arturo Sandoval" (Артуро Сандовал и Фарел Вилијамс у дуету са Аријаном Гранде)                              | 2018          | —                       | —                       | —                       | —                       | —                       | —                       | —                       | —                       | —                       | —                       |                | Ultimate Duets                                      |
| "The Light Is Coming" (у дуету са Ники Минаж)                                                                | 2018          | 89                      | 60                      | 63                      | —                       | 70                      | —                       | —                       | 81                      | —                       | 57                      |                | Sweetener                                           |
| "—" озачава издање које или није дебитовало на тој топ-листи или није дебитовало у/на тој држави/територији. |               |                         |                         |                         |                         |                         |                         |                         |                         |                         |                         |                |                                                     |

## Остале позициониране песме
| Налов песме                                                                                                  | Година издања | Позиције на топ-листама | Позиције на топ-листама | Позиције на топ-листама | Позиције на топ-листама | Позиције на топ-листама | Позиције на топ-листама | Позиције на топ-листама | Позиције на топ-листама | Позиције на топ-листама | Позиције на топ-листама | Албум                               |
| Налов песме                                                                                                  | Година издања | САД                     | АУС                     | КАН                     | КОР                     | ФРА                     | ХОЛ                     | НЗЛ                     | ПОР                     | ШВЕ                     | УК                      | Албум                               |
| --- | ------------- | ----------------------- | ----------------------- | ----------------------- | ----------------------- | ----------------------- | ----------------------- | ----------------------- | ----------------------- | ----------------------- | ----------------------- | ----------------------------------- |
| "Give It Up" (Викторијус Кест у дуету са Аријаном Гранде и Елизабет Жилије)                                  | 2011          | —                       | —                       | —                       | —                       | —                       | —                       | —                       | —                       | —                       | —                       | Victorious                          |
| "Honeymoon Avenue"                                                                                           | 2013          | —                       | —                       | —                       | —                       | —                       | —                       | —                       | —                       | —                       | —                       | Yours Truly                         |
| "Tattooed Heart"                                                                                             | 2013          | —                       | —                       | —                       | —                       | —                       | —                       | —                       | —                       | —                       | —                       | Yours Truly                         |
| "Daydreamin'"                                                                                                | 2013          | —                       | —                       | —                       | 12                      | —                       | —                       | —                       | —                       | —                       | —                       | Yours Truly                         |
| "You'll Never Know"                                                                                          | 2013          | —                       | —                       | —                       | 42                      | —                       | —                       | —                       | —                       | —                       | —                       | Yours Truly                         |
| "Break Your Heart Right Back" (у дуету са Чалдиш Гамбином)                                                   | 2014          | —                       | —                       | —                       | —                       | —                       | —                       | —                       | —                       | —                       | —                       | My Everything                       |
| "Just a Little Bit of Your Heart"                                                                            | 2014          | —                       | 99                      | —                       | —                       | —                       | —                       | —                       | —                       | —                       | 177                     | My Everything                       |
| "My Everything"                                                                                              | 2014          | —                       | —                       | —                       | 73                      | —                       | —                       | —                       | —                       | —                       | —                       | My Everything                       |
| "All My Love" (Мејџор Лејзер у дуету са Аријаном Гранде)                                                     | 2014          | —                       | —                       | —                       | —                       | 135                     | —                       | —                       | —                       | —                       | 194                     | The Hunger Games: Mockingjay, Pt. 1 |
| "Get On Your Knees" (Ники Минаж у дуету са Аријаном Гранде)                                                  | 2014          | 88                      | 80                      | 98                      | 90                      | 181                     | —                       | —                       | —                       | —                       | 86                      | The Pinkprint                       |
| "Research" (Биг Шон у дуету са Аријаном Гранде)                                                              | 2015          | —                       | —                       | —                       | —                       | —                       | —                       | —                       | —                       | —                       | —                       | Dark Sky Paradise                   |
| "All My Love (Ремикс)" (Мејџор Лејзер у дуету са Аријаном Гранде и Махел Монтаном)                           | 2015          | —                       | —                       | 87                      | —                       | —                       | —                       | —                       | —                       | —                       | —                       | Peace Is the Mission                |
| "Wit It This Christmas"                                                                                      | 2015          | —                       | —                       | —                       | —                       | —                       | —                       | —                       | —                       | —                       | —                       | Christmas & Chill                   |
| "December"                                                                                                   | 2015          | —                       | —                       | —                       | —                       | —                       | —                       | —                       | —                       | —                       | —                       | Christmas & Chill                   |
| "True Love"                                                                                                  | 2015          | —                       | —                       | —                       | 30                      | —                       | —                       | —                       | —                       | —                       | —                       | Christmas & Chill                   |
| "Winter Things"                                                                                              | 2015          | —                       | —                       | —                       | —                       | —                       | 40                      | —                       | —                       | —                       | —                       | Christmas & Chill                   |
| "Moonlight"                                                                                                  | 2016          | —                       | —                       | —                       | —                       | —                       | —                       | —                       | —                       | —                       | 137                     | Dangerous Woman                     |
| "Greedy" | 2016          | —                       | —                       | —                       | 18                      | 194                     | —                       | —                       | 86                      | —                       | 113                     | Dangerous Woman                     |
| "Leave Me Lonely" (у дуету са Маки Греј)                                                                     | 2016          | —                       | —                       | —                       | —                       | —                       | —                       | —                       | —                       | —                       | 143                     | Dangerous Woman                     |
| "Bad Decisions"                                                                                              | 2016          | —                       | —                       | —                       | —                       | —                       | —                       | —                       | —                       | —                       | 180                     | Dangerous Woman                     |
| "Touch It"                                                                                                   | 2016          | —                       | —                       | —                       | —                       | —                       | —                       | —                       | —                       | —                       | 176                     | Dangerous Woman                     |
| "Thinking Bout You"                                                                                          | 2016          | —                       | —                       | —                       | —                       | —                       | —                       | —                       | —                       | —                       | 183                     | Dangerous Woman                     |
| "Raindrops (An Angel Cried)"                                                                                 | 2018          | —                       | 65                      | 96                      | —                       | —                       | —                       | —                       | 54                      | —                       | —                       | Sweetener                           |
| "Blazed" (у дуету са Фарелом Вилијамсом)                                                                     | 2018          | —                       | 74                      | —                       | —                       | —                       | —                       | —                       | 80                      | —                       | —                       | Sweetener                           |
| "R.E.M" | 2018          | 72                      | 52                      | 68                      | —                       | —                       | 100                     | —                       | 67                      | —                       | —                       | Sweetener                           |
| "Sweetener"                                                                                                  | 2018          | 55                      | 43                      | 44                      | —                       | 183                     | 77                      | 40                      | 57                      | 96                      | 22                      | Sweetener                           |
| "Successful"                                                                                                 | 2018          | —                       | 71                      | —                       | —                       | —                       | —                       | —                       | 99                      | —                       | —                       | Sweetener                           |
| "Everytime"                                                                                                  | 2018          | 62                      | 36                      | 51                      | —                       | —                       | 85                      | —                       | 38                      | —                       | —                       | Sweetener                           |
| "Borderline" (у дуету са Миси Елиот)                                                                         | 2018          | —                       | 83                      | —                       | —                       | —                       | —                       | —                       | —                       | —                       | —                       | Sweetener                           |
| "Better Off"                                                                                                 | 2018          | —                       | 68                      | 92                      | —                       | —                       | —                       | —                       | 93                      | —                       | —                       | Sweetener                           |
| "Goodnight n Go"                                                                                             | 2018          | 87                      | 57                      | 67                      | —                       | —                       | —                       | —                       | 76                      | —                       | —                       | Sweetener                           |
| "Pete Davidson"                                                                                              | 2018          | 99                      | 58                      | 73                      | —                       | —                       | —                       | —                       | 87                      | —                       | —                       | Sweetener                           |
| "Get Well Soon"                                                                                              | 2018          | —                       | 79                      | —                       | —                       | —                       | —                       | —                       | —                       | —                       | —                       | Sweetener                           |
| "—" озачава издање које или није дебитовало на тој топ-листи или није дебитовало у/на тој држави/територији. |               |                         |                         |                         |                         |                         |                         |                         |                         |                         |                         |                                     |

## Продуциране песме
| Песме објављене као синглови         | Означава песму која је објављена као сингл            |
| Песма објављена као промотивни сингл | Означава песму која је објављена као промотивни сингл |

| Наслов песме                      | Извођач(и)                                                               | Текстописац/ Текстописци | Оригинални албум                                         | Година издања | Референца |
| --------------------------------- | ------------------------------------------------------------------------ | --- | -------------------------------------------------------- | ------------- | --------- |
| "5 Fingaz to the Face"            | Викторијус                                                               | Алан Григ Леон Томас III Тревис Гарланд | Victorious 2.0                                           | 2012          | [ 147 ]   |
| "13 / Becoming a Man"             | 13 Original Broadway Cast                                                | Џејсон Роберт Браун | 13 (Original Broadway Cast Recording)                    | 2009          |           |
| "Adore"                           | Кешмер Кет у дуету са Аријаном Гранде                                    | Кенет "Бејбифејс" Едмондс Џеремаја Фелтон Магнус Август Холберг Бенџамин Левин Питер Лоснегард Амар Малик Дарил Симонс                                                   | Није сингл са албума                                     | 2015          | [ 148 ]   |
| "All My Love"                     | Мејџор Лејзер у дуету са Аријаном Гранде                                 | Ела Марија Лани Јелић О’Конор Аријана Гранде Карен Мари Орстед | The Hunger Games: Mockingjay, Part 1                     | 2014          | [ 149 ]   |
| "Almost Is Never Enough"          | Аријана Гранде и Нејтан Сајкс                                            | Хармони Семјуелс Х. "Кармен Риз" Кулвар Ал Шерод Ламберт Мозес Ајо Семјуелс Олањи Мајкл Акинкум Аријана Гранде                                                           | Yours Truly                                              | 2013          | [ 150 ]   |
| "Baby I"                          | Аријана Гранде                                                           | Кенет "Бејбифејс" Едмондс Антонио Диксон Патрик "Џеј Ку" Смит | Yours Truly                                              | 2013          | [ 150 ]   |
| "Bad Decisions"                   | Аријана Гранде                                                           | Аријана Гранде Макс Мартин Саван Котеча Иља Салманџаде | Dangerous Woman                                          | 2016          | [ 151 ]   |
| "Bang Bang"                       | Џеси Џеј, Аријана Гранде и Ники Минаж                                    | Макс Мартин Ричард Горансон Саван Котеча Оника Марај | Sweet Talker и My Everything                             | 2014          | [ 152 ]   |
| "Be Alright"                      | Аријана Гранде                                                           | Томи Браун Викторија Меккантс Ник Аудино Луис Хаџес Калид Рохам Вили Тафа Аријана Гранде                                                                                 | Dangerous Woman                                          | 2016          | [ 151 ]   |
| "Be My Baby"                      | Аријана Гранде у дуету са Кешмером Кетом                                 | Магнус Август Холберг Терон Томас Тимоти Томас Педер Лоснегард | My Everything                                            | 2014          | [ 153 ]   |
| "Bed"                             | Ники Минаж у дуету са Аријаном Гранде                                    | Двејн Чин-Ки Џамал Луис Оника Марај Аријана Гранде | Queen                                                    | 2018          |           |
| "Best Mistake"                    | Аријана Гранде у дуету са Биг Шоном                                      | Аријана Гранде Шон Андерсон Денси "Блу Џун" Ендрус Британи Кони Двејн Вејр II                                                                                            | My Everything                                            | 2014          | [ 153 ]   |
| "Better Days"                     | Викторија Моне у дуету са Аријаном Гранде                                | Викторија Меккантс Аријана Гранде | Није сингл са албума                                     | 2016          |           |
| "Beauty and the Beast"            | Аријана Гранде и Џон Леџенд                                              | Хауард Ешмен Алан Менкен | Beauty and the Beast: Original Motion Picture Soundtrack | 2017          |           |
| "Better Left Unsaid"              | Аријана Гранде                                                           | Хармони Семјуелс Кортни Харел Ал Шерод Ламберт Мозес Ајо Семјуелс Олањи Мич                                                                                              | Yours Truly                                              | 2013          | [ 150 ]   |
| "Better Off"                      | Аријана Гранде                                                           | Конси Холис Ким "Кајденс" Крисик Брајан Малик Баптист Томи Браун Аријана Гранде                                                                                          | Sweetener                                                | 2018          |           |
| "Blazed"                          | Аријана Гранде у дуету са Фарелом Вилијамсом                             | Фарел Вилијамс Максин Колон | Sweetener                                                | 2018          |           |
| "Borderline"                      | Аријана Гранде у дуету са Миси Елиот                                     | Фарел Вилијамс Мелиса Арнет Елиот | Sweetener                                                | 2018          |           |
| "Boys Like You"                   | Who Is Fancy у дуету са Меган Трејнор и Аријаном Гранде                  | Боб ди Пјеро Џејсон Гант Џејк Хагуд Џонатан Ротем | Није сингл са албума                                     | 2015          | [ 154 ]   |
| "Brand New You"                   | Брин Вилијамс, Аријана Гранде, Кејтлин Ган и 13 Original Broadway Cast   | Џејсон Роберт Браун | 13 (Original Broadway Cast Recording)                    | 2009          | [ 155 ]   |
| "Break Free"                      | Аријана Гранде у дуету са Зедом                                          | Зед Макс Мартин Саван Котеча | My Everything                                            | 2014          | [ 153 ]   |
| "Break Your Heart Right Back"     | Аријана Гранде у дуету са Чалдиш Гамбино                                 | Кирби Докери Ендру "Поп" Вансел Ворен "Ак" Фелдер Доналд Гловер Бернард Едвардс Нил Роџерс Стивен Џордан Кристофер Валас Шон Комбс Мејсон Бета                           | My Everything                                            | 2014          | [ 153 ]   |
| "Breathin"                        | Аријана Гранде                                                           | Аријана Гранде Иља Салманџаде Саван Котеча Питер Свенсон | Sweetener                                                | 2018          |           |
| "Cadillac Song"                   | Аријана Гранде                                                           | Аријана Гранде Томи Браун Викторија Меккантс Тревис Сајлес Лион Силверс                                                                                                  | My Everything                                            | 2014          | [ 153 ]   |
| "Dance to This"                   | Трој Сиван у дуету са Аријаном Гранде                                    | Трој Мелет Брет Меклоглин Оскар Холтер Џонали Микаела Парменијус | Bloom                                                    | 2018          |           |
| "Dangerous Woman"                 | Аријана Гранде                                                           | Џоан Карлсон Рос Голан | Dangerous Woman                                          | 2016          | [ 151 ]   |
| "Daydreamin'"                     | Аријана Гранде                                                           | Мет Сквер Томи Браун Викторија Меккантс | Yours Truly                                              | 2013          | [ 150 ]   |
| "December"                        | Аријана Гранде                                                           | Томас Ли Браун Мајкл Фостер Стивен Френкс Аријана Гранде Викторија Меккантс Тревис Сајлес Рајан Метју Тедер                                                              | Christmas & Chill                                        | 2015          | [ 156 ]   |
| "Don't Be Gone Too Long"          | Крис Браун у дуету са Ариканом Гранде                                    | Крис Браун Аријана Гранде Мајкл Мекхенри Рајан Буендија Кајл Едвардс Жан Баптист Кети Дејвис Скот Хофман Кларенс Кофи Џуниор                                             | X                                                        | 2014          | [ 157 ]   |
| "Don't You (Forget About Me)"     | Викторија Џастис и Викторијус Кест                                       | Кејт Форси Стив Шиф | Victorious 2.0: More Music from the Hit TV Show          | 2012          | [ 147 ]   |
| "E Più Ti Penso"                  | Андреа Бочели и Аријана Гранде                                           | Енио Мориконе Могол Тони Ренис | Cinema                                                   | 2015          | [ 158 ]   |
| "Everyday"                        | Аријана Гранде у дуету са Future-ом                                      | Аријана Гранде Саван Котеча Иља Салманаџе Нејвадијус Вилбурн | Dangerous Woman                                          | 2016          | [ 151 ]   |
| "Everytime"                       | Аријана Гранде                                                           | Аријана Гранде Иља Салманаџе Саван Котеча Макс Мартин | Sweetener                                                | 2018          |           |
| "Faith"                           | Стиви Вондер у дуету са Аријаном Гранде                                  | Рајан Бенџамин Тедер Бенџамин Левин Френсис Фејрвел Старлајт | Sing: Original Motion Picture Soundtrack                 | 2016          | [ 159 ]   |
| "Focus"                           | Аријана Гранде                                                           | Аријана Гранде Саван Котеча Питер Свенсон Иља Салманаџе | Dangerous Woman                                          | 2015          | [ 160 ]   |
| "God Is a Woman"                  | Аријана Гранде                                                           | Аријана Гранде Иља Салманаџе Макс Мартин Саван Котеча Рикард Горансон | Sweetener                                                | 2018          |           |
| "Get on Your Knees"               | Ники Минаж у дуету са Аријаном Гранде                                    | Оника Марај Кејти Пери Клои Ангелидес Лукаш Готвалд Сара Хадсон Јакоб Кашер Хиндлин Хенри Валтер                                                                         | The Pinkprint                                            | 2014          | [ 161 ]   |
| "Get Well Soon"                   | Аријана Гранде                                                           | Фарел Вилијамс Аријана Гранде | Sweetener                                                | 2018          |           |
| "Give It Up"                      | Викторијус Кест у дуету са Елизабет Жилије и Аријаном Гранде             | Си-џеј Ејбрахам Ден Шнајдер Мајкл Коркоран | Victorious: Music from the Hit TV Show                   | 2011          | [ 162 ]   |
| "Goodnight n Go"                  | Аријана Гранде                                                           | Мајкл Фостер Аријана Гранде Викторија Меккантс Томи Браун Чарлс Андерсон                                                                                                 | Sweetener                                                | 2018          |           |
| "Greedy"                          | Аријана Гранде                                                           | Макс Мартин Саван Котеча Александер Кронлунд Иља Салманаџе | Dangerous Woman                                          | 2016          | [ 151 ]   |
| "Hands on Me"                     | Аријана Гранде у дуету са Асап Фергом                                    | Родни "Даркчајлд" Џеркинс Алиша Рене Вилијамс Адријан Бирџ Даролд Фергусон Џуниор                                                                                        | My Everything                                            | 2014          | [ 153 ]   |
| "Heatstroke"                      | Келвин Харис у дуету са Јанг Тугом, Фарелом Вилијамсом и Аријаном Гранде | Фарел Вилијамс Британи Талија Хазард Џефри Ламар Вилијамс Кевин Харис | Funk Wav Bounces Vol. 1                                  | 2017          |           |
| "Honeymoon Avenue"                | Аријана Гранде                                                           | Антонио Диксон Денис "Агани" Џенкингс Кенет "Бејбифејс" Едмондс Кристофер Ридик-Тјунс Лион Томас Морис Вејд Роуан Хилтон Томас Ли Браун Тревид Сајлес Викторија Меккантс | Yours Truly                                              | 2013          | [ 150 ]   |
| "I Don't Care"                    | Аријана Гранде                                                           | Томи Браун Тревис Сајлес Стивен Френкс Рајан Тедер Мајкл Фостер Викторија Меккантс                                                                                       | Dangerous Woman                                          | 2016          | [ 151 ]   |
| "Into You"                        | Аријана Гранде                                                           | Аријана Гранде Макс Мартин Саван Котеча Александер Кронлунд Иља Салманаџе                                                                                                | Dangerous Woman                                          | 2016          | [ 151 ]   |
| "Into You (Ремикс Алекса Генија)" | Аријана Гранде у дуету са Мак Милером                                    | Аријана Гранде Малколм Макормик Макс Мартин Саван Котеча Александер Кронлунд Иља Салманаџе                                                                               | Није сингл са албума                                     | 2016          | [ 163 ]   |
| "Intro"                           | Аријана Гранде                                                           | Аријана Гранде Томи Браун Викторија Меккантс | My Everything                                            | 2014          | [ 153 ]   |
| "Intro"                           | Аријана Гранде                                                           | Томас Ли Браун Мајкл Фостер Стивен Френкс Аријана Гранде Викторија Меккантс Тревис Сајлс Рајан Метју Тедер                                                               | Christmas & Chill                                        | 2015          | [ 156 ]   |
| "It Can't Be True"                | Елизабет Жилије, Кејтлин Ган и 13 Original Broadway Cast                 | Џејсон Роберт Браун | 13 (Original Broadway Cast Recording)                    | 2009          |           |
| "Jason's Song (Gave It Away)"     | Аријана Гранде                                                           | Џејсон Роберт Браун Аријана Гранде | Dangerous Woman                                          | 2016          | [ 151 ]   |
| "Just a Little Bit of Your Heart" | Аријана Гранде                                                           | Хари Стајлс Џоан Карлсон | My Everything                                            | 2014          | [ 153 ]   |
| "Knew Better / Forever Boy"       | Аријана Гранде                                                           | Аријана Гранде Стивен Френкс Викторија Меккантс Мајкл Фостер Рајан Метју Тедер Томи Браун                                                                                | Dangerous Woman                                          | 2016          | [ 151 ]   |
| "Knew Better Part Two"            | Аријана Гранде                                                           | Аријана Гранде Стивен Френкс Викторија Меккантс Мајкл Фостер Рајан Метју Тедер Томи Браун                                                                                | Није сингл са албума                                     | 2016          |           |
| "L.A. Boyz" †                     | Викторијус Кест у дуету са Викторијом Џастис и Аријаном Гранде           | Алан Григ Дан Шнајдер Линди Робинс Мајкл Коркоран | Victorious 3.0: Even More Music from the Hit TV Show     | 2012          |           |
| "Last Christmas"                  | Аријана Гранде                                                           | Џорџ Мајкл | Christmas Kisses                                         | 2013          | [ 164 ]   |
| "Leave Me Lonely"                 | Аријана Гранде у дуету са Маки Греј                                      | Томи Браун Стивен Френкс Томас Паркер Лампкинс Викторија Меккантс | Dangerous Woman                                          | 2016          | [ 151 ]   |
| "Let Me Love You"                 | Аријана Гранда у дуету са Лил Вејном                                     | Аријана Гранда Томи Браун Викторија Меккантс Стивен Френкс Двејн Картер                                                                                                  | Dangerous Woman                                          | 2016          | [ 151 ]   |
| "The Light Is Coming"             | Аријана Гранде у дуету са Ники Минаж                                     | Аријана Гранде Фарел Вилијамс Оника Марај | Sweetener                                                | 2018          |           |
| "A Little More Homework"          | Грејхам Филипс, Аријана Гранде и 13 Original Broadway Cast               | Џејсон Роберт Браун | 13 (Original Broadway Cast Recording)                    | 2009          | [ 155 ]   |
| "Love Is Everything"              | Аријана Гранде                                                           | Аријана Гранде Кристофер Ридик-Тјунс Лион Томас III Кенет "Бејбифејс" Едмондс Антонио Диксон                                                                             | Christmas Kisses                                         | 2013          | [ 164 ]   |
| "Love Me Harder"                  | Аријана Гранде са The Weeknd-ом                                          | Макс Мартин Саван Котеча Питер Свенсон Али Паџами Абел Тесфаје Ахмад Балше                                                                                               | My Everything                                            | 2014          | [ 153 ]   |
| "Lovin' It"                       | Аријана Гранде                                                           | Кристофер Ридик-Тјунс Лион Томас III Рики Офорд Кенет "Бејбифејс" Едмондс Антонио Диксон Марк Моралес Кирк С. Робинсон Натанијел V Робинсон Кори Руни                    | Yours Truly                                              | 2013          | [ 150 ]   |
| "Moonlight"                       | Аријана Гранде                                                           | Аријана Гранде Томи Браун Викторија Меккантс Питер Ли Џонсон | Dangerous Woman                                          | 2016          | [ 151 ]   |
| "My Everything"                   | Аријана Гранде                                                           | Аријана Гранде Томи Браун Викторија Меккантс Тејлор Паркс | My Everything                                            | 2014          | [ 153 ]   |
| "My Favorite Part"                | Мак Милер у дуету са Аријаном Гранде                                     | Малком Макормик Аријана Гранде Тајрон Џонсон | The Divine Feminine                                      | 2016          |           |
| "No Tears Left to Cry"            | Аријана Гранде                                                           | Аријана Гранде Макс Мартин Иља Салманаџе Саван Котеча | Sweetener                                                | 2018          |           |
| "Not Just on Christmas"           | Аријана Гранде                                                           | Томас Ли Браун Стивен Френкс Аријана Гранде Питер Ли Џонсон Викторија Меккантс Тревис Сајлс                                                                              | Christmas & Chill                                        | 2015          | [ 156 ]   |
| "One Last Time"                   | Аријана Грандд                                                           | Давид Гета Саван Котеча Џорџо Тунфорт Рами Јакуб Карл Фалк | My Everything                                            | 2014          | [ 153 ]   |
| "Only One"                        | Аријана Гранде                                                           | Аријана Гранде Томи Браун Викторија Меккантс Тревис Сајлс Денис Џенкинс                                                                                                  | My Everything                                            | 2014          | [ 153 ]   |
| "Over and Over Again (Ремикс)"    | Нејтан Сајкс у дуету са Аријаном Гранде                                  | Грег Боник Хајден Чапмен Јин Чои Нејтан Сајкс Али Тенант | Unfinished Business (Делукс верзија)                     | 2016          | [ 165 ]   |
| "Pete Davidson"                   | Аријана Гранде                                                           | Томи Браун Аријана Гранде Чарлс Андерсон Викторија Меккантс | Sweetener                                                | 2018          |           |
| "Piano"                           | Аријана Гранде                                                           | Хармони Самјуелс Џамал Ноел Фифе Паркер Игил Аниса Мохадам Мозес Ајо Семјуелс Олањи Мајкл Акинкум Аријана Гранде                                                         | Yours Truly                                              | 2013          | [ 150 ]   |
| "Pink Champagne"                  | Аријана Гранде                                                           | Аријана Гранде Мат Сквер Пиб Себер | Није сингл са албума                                     | 2013          |           |
| "Popular Song"                    | Мика у дуету са Аријаном Гранде                                          | Мика Присила Ренеа Метју Џомп Стивен Шварц | The Origin of Love и Yours Truly                         | 2013          | [ 150 ]   |
| "Problem"                         | Аријана Гранде у дуету са Иги Азалијом                                   | Иља Салманаџе Макс Мартин Саван Котеча Аметист Кели Аријана Гранде | My Everything                                            | 2014          | [ 153 ]   |
| "Put Your Hearts Up"              | Аријана Гранде                                                           | Аријана Гранде Линда Пери Мартин Џонсон Мет Сквер | Није сингл са албума                                     | 2011          | [ 166 ]   |
| "Quit"                            | Кешмер Кет у дуету са Аријаном Гранде                                    | Магнус Август Холберг Френк Романо Бенџамин Левин Сија Ферлер Аријана Гранде                                                                                             | 9                                                        | 2017          |           |
| "R.E.M"                           | Аријана Гранде                                                           | Фарел Вилијамс | Sweetener                                                | 2018          |           |
| "Raindrops (An Angel Cried)"      | Аријана Гранде                                                           | Боб Гаудио | Sweetener                                                | 2018          |           |
| "Research"                        | Биг Шон у дуету са Аријаном Гранде                                       | Шон Андерсон Аријана Гранде Дакури Наче Мајкл "Мајк" Карсон Леланд Вејн                                                                                                  | Dark Sky Paradise]]                                      | 2015          | [ 167 ]   |
| "Right There"                     | Аријана Гранде у дуету са Биг Шоном                                      | Хармони Семјуелс Х. "Кармен Риз" Кулвар Џ. "Лони" Бирил Џејмс "Џеј-до" Смит Ал Шерод Ламберт Аријана Гранде Шон Андерсон Џеф Лорбер                                      | Yours Truly                                              | 2013          | [ 150 ]   |
| "Santa Baby"                      | Аријана Гранде у дуету са Елизабет Жилије                                | Џоан Џавитс Филип Спрингер Тони Спрингер | Christmas Kisses                                         | 2013          | [ 164 ]   |
| "Santa Tell Me"                   | Аријана Гранде                                                           | Аријана Гранде Саван Котеча Иља | Christmas Kisses                                         | 2014          | [ 164 ]   |
| "Side to Side"                    | Аријана Гранде у дуету са Ники Минаж                                     | Аријана Гранде Иља Салманаџе Макс Мартин Оника Марај Александер Кронлунд Саван Котеча                                                                                    | Dangerous Woman                                          | 2016          | [ 151 ]   |
| "Snow in California"              | Аријана Гранде                                                           | Аријана Гранде Кристофер Ридик-Тјунс Лион Томас III Кенет "Бејбифејс" Едмондс Антонио Диксон                                                                             | Christmas Kisses                                         | 2013          | [ 164 ]   |
| "Sometimes"                       | Аријана Гранде                                                           | Макс Мартин Саван Котеча Иља Салманаџе Питер Свенсон | Dangerous Woman                                          | 2016          | [ 151 ]   |
| "Step On Up"                      | Аријана Гранде                                                           | Томи Браун Викторија Меккантс Шане Стивенс Николас Аудино Рајан Војтешак Луис Хаџес Џамил Хамас                                                                          | Dangerous Woman                                          | 2016          | [ 151 ]   |
| "Successful"                      | Аријана Гранде                                                           | Фарел Вилијамс | Sweetener                                                | 2018          |           |
| "Sweetener"                       | Аријана Гранде                                                           | Аријана Гранде Фарел Вилијамс | Sweetener                                                | 2018          |           |
| "Tattooed Heart"                  | Аријана Гранде                                                           | Кристофер Ридик-Тјунс Лион Томас III Антонио Дискон Кенет "Бејбифејс" Едмондс Мет Сквер Аријана Гранде Шон Форман                                                        | Yours Truly                                              | 2013          | [ 150 ]   |
| "Thank U, Next"                   | Аријана Гранде                                                           | Аријана Гранде Чарлс Андерсон Мајкл Фостер Тајла Паркс Томи Браун Викторија Меккантс                                                                                     | Thank U, Next                                            | 2018          |           |
| "They Don't Know"                 | Аријана Гранде                                                           | Џастин Тимберлејк Саван Котеча Иља Салманаџе | Trolls: Original Motion Picture Soundtrack               | 2016          | [ 168 ]   |
| "Thinking Bout You"               | Аријана Гранде                                                           | Питер Свенсон Клои Ангелидес Јакоб Кашер Хиндлин Метју Џомп Лепин | Dangerous Woman                                          | 2016          | [ 151 ]   |
| "This Is Not a Feminist Song"     | Saturday Night Live Cast у дуету са Аријаном Гранде                      | | Није сингл са албума                                     | 2016          | [ 169 ]   |
| "Too Close"                       | Аријана Гранде                                                           | Аријана Гранде Хармони Семјуелс Хелен "Кармен Риз" Кулвер Ал Шерод Ламберт Морис Дејвид Вејд                                                                             | My Everything                                            | 2014          | [ 153 ]   |
| "Touch It"                        | Аријана Гранде                                                           | Макс Мартин Саван Котеча Питер Свенсон Али Паџами | Dangerous Woman                                          | 2016          | [ 151 ]   |
| "True Love"                       | Аријана Гранде                                                           | Томас Ли Браун Мајкл Фостер Стивен Френкс Аријана Гранде Питер Ли Џонсон Викторија Меккантс Тревис Сајлс Рајан Метју Тедер                                               | Christmas & Chill                                        | 2015          | [ 156 ]   |
| "Voodoo Love"                     | Аријана Гранде                                                           | Розмери Себер Алан Питер Григ Аријана Гранде | Није сингл са албума                                     | 2016          |           |
| "The Way"                         | Аријана Гранде у дуету са Мак Милером                                    | Хармони Семјуелс Амбер Стритер Ал Шеруд Ламберт Џордин Спаркс Малколм Макормик Бренда Расел                                                                              | Yours Truly                                              | 2013          | [ 150 ]   |
| "What Do You Mean? (Ремикс)"      | Џастин Бибер у дуету са Аријаном Гранде                                  | Џастин Бибер Џејсон "Пу Бер" Бојд Мејсон Леви | Purpose                                                  | 2015          |           |
| "Why Try"                         | Аријана Гранде                                                           | Бенџамин Левин Рајан Бенџамин Тедер Амар Малик Ноел Занканела | My Everything                                            | 2014          | [ 153 ]   |
| "Winter Things"                   | Аријана Гранде                                                           | Томас Ли Браун Стивен Френкс Аријана Гранде Питер Ли Џонсон Викторија Меккантс Тревис Сајлс                                                                              | Christmas & Chill                                        | 2015          | [ 156 ]   |
| "Wit It This Christmas"           | Аријана Гранде                                                           | Томас Ли Браун Мајкл Фостер Аријана Гранде Питер Ли Џонсон Викторија Меккантс Тревис Сајлс Рајан Метју Тедер                                                             | Christmas & Chill                                        | 2015          | [ 156 ]   |
| "You Don't Know Me"               | Аријана Гранде                                                           | Аријана Гранде Хармони Семјуелс Хелен "Кармен Риз" Кулвер Ал Шеруд Ламберт Морис Дејвид Вејд                                                                             | My Everything                                            | 2014          | [ 153 ]   |
| "You'll Never Know"               | Аријана Гранде                                                           | Кристофер Ридик-Тјунс Лион Томас III Антонио Диксон Кенет "Бејбифејс" Едмондс                                                                                            | Yours Truly                                              | 2013          | [ 150 ]   |
| "Zero to Hero"                    | Аријана Гранде                                                           | Алан Менкен Дејвид Зипел | We Love Disney                                           | 2015          | [ 170 ]   |

## Видеографија
| Наслов видеа                              | Година издања      | Остали извођач(и)     | Продуцент(и)                      | Референца          |
| Као главни извођач                        | Као главни извођач | Као главни извођач    | Као главни извођач                | Као главни извођач |
| ----------------------------------------- | ------------------ | --------------------- | --------------------------------- | ------------------ |
| "Put Your Hearts Up"                      | 2012               | Нема                  | Џереми Алтер                      | [ 171 ]            |
| "The Way"                                 | 2013               | Мак Милер             | Џонас Кроу                        | [ 172 ]            |
| "Almost Is Never Enough"                  | 2013               | Нејтан Сајкс          | Нев Тодоровић                     | [ 173 ]            |
| "Baby I"                                  | 2013               | Нема                  | Рајан Палота                      | [ 174 ]            |
| "Right There"                             | 2013               | Биг Шон               | Нев Тодоровић                     | [ 175 ]            |
| "Problem" (текстуални видео)              | 2014               | Иги Азалија           | Џонас Кроу                        | [ 176 ]            |
| "Problem"                                 | 2014               | Иги Азалија           | The Young Astronauts              | [ 177 ]            |
| "Break Free"                              | 2014               | Зед                   | Крис Марс Пилијеро                | [ 178 ]            |
| "Bang Bang"                               | 2014               | Џеси Џеј и Ники Минаж | Хана Лукс Дејвис                  | [ 179 ]            |
| "Love Me Harder"                          | 2014               | The Weeknd            | Хана Лукс Дејвис                  | [ 180 ]            |
| "Santa Tell Me"                           | 2014               | Нема                  | Алфредо Флорес Џонас Кроу         | [ 181 ]            |
| "One Last Time"                           | 2015               | Нема                  | Макс Лендис                       | [ 182 ]            |
| "E Più Ti Penso"                          | 2015               | Андреа Бочели         | Гајетано Морбиоли                 | [ 183 ]            |
| "Focus"                                   | 2015               | Нема                  | Хана Лукс Дејвис                  | [ 184 ]            |
| "Dangerous Woman"                         | 2016               | Нема                  | The Young Astronauts              | [ 185 ]            |
| "Let Me Love You"                         | 2016               | Лил Вејн              | Грант Сингер Матијас Кенигсвајзер | [ 186 ]            |
| "Into You"                                | 2016               | Нема                  | Хана Лукс Дејвис                  | [ 187 ]            |
| "Side to Side"                            | 2016               | Ники Минаж            | Хана Лукс Дејвис                  | [ 188 ]            |
| "Everyday" (текстуални видео)             | 2017               | Future                | Крис Марс Пилијеро                | [ 189 ]            |
| "Everyday"                                | 2017               | Future                | Крис Марс Пилијеро                | [ 190 ]            |
| "Beauty and the Beast"                    | 2017               | Џон Леџенд            | Дејв Мејерс                       | [ 191 ]            |
| "No Tears Left to Cry"                    | 2018               | Нема                  | Дејв Мејерс                       | [ 192 ]            |
| "No Tears Left to Cry" (вертикални видео) | 2018               | Нема                  | Дејв Мејерс                       | [ 193 ]            |
| "The Light Is Coming"                     | 2018               | Ники Минаж            | Дејв Мејерс                       | [ 194 ]            |
| "God Is a Woman"                          | 2018               | None                  | Дејв Мејерс                       | [ 195 ]            |
| "Breathin"                                | 2018               | None                  | Хана Лукс Дејвис                  | [ 196 ]            |
| Као дуетски извођач                       |                    |                       |                                   |                    |
| "Popular Song"                            | 2013               | Мика                  | Крис Марс Пилијеро                | [ 197 ]            |
| "Don't Be Gone Too Long"                  | 2014               | Крис Браун            | Крис Браун                        | [ 198 ]            |
| "This Is Not a Feminist Song"             | 2016               | Си-ен-ел Кест         | Мет Вилинес Османи Родригез       | [ 199 ]            |
| "My Favorite Part"                        | 2016               | Мак Милер             | Луис Перез                        | [ 200 ]            |
| "Faith"                                   | 2016               | Стиви Вондер          | Алан Биби                         | [ 201 ]            |
| "Bed"                                     | 2018               | Ники Минаж            | Хајп Вилијамс                     | [ 202 ]            |
| "Dance to This"                           | 2018               | Трој Сиван            | Бардија Зејнали                   | [ 203 ]            |
| Гостујућа појављивања                     |                    |                       |                                   |                    |
| "Freak the Freak Out"                     | 2010               | Викторија Џастис      | Маркус Вагнер                     | [ 204 ]            |
| "Beggin' on Your Knees"                   | 2011               | Викторија Џастис      | Маркус Вагнер                     | [ 205 ]            |
| "Unfriend You"                            | 2011               | Грејсон Ченс          | Марк Класфилд                     | [ 206 ]            |
| "All I Want Is Everything"                | 2011               | Викторија Џастис      | Лекс Халаби                       | [ 207 ]            |
| "Make It In America"                      | 2012               | Викторија Џастис      | Ана Мастро                        | [ 208 ]            |